# George Saint Noble Bywater
George Saint Noble Bywater (Barcelona, 26 de juliol de 1883 - Sitges, 7 de març de 1974) fou un futbolista català, d'ascendència anglesa, de la dècada de 1900.

## Trajectòria
Va jugar al Team Anglès Infantil, club que posteriorment es convertí en el Red Star Club, on també hi jugà. Destacà al FC Barcelona, on entre 1901 i 1906 disputà 6 partits oficials i 26 amistosos, participant el la victòria al Campionat de Catalunya de la temporada 1904-05.
Era germà de Royston Noble, també futbolista i fundador de Ràdio Barcelona, i cosí germà de Clara Noble, esposa del poeta Joan Maragall.